# Albert Steffen
Albert Steffen (Wynau, 10 dicembre 1884 – Dornach, 13 luglio 1963) è stato uno scrittore, poeta, drammaturgo, artista ed antroposofo svizzero di lingua tedesca.
Entrato nella Società Teosofica tedesca nel 1910, aderì due anni dopo a quella Antroposofica, della quale divenne presidente nel 1925 dopo la morte del suo fondatore, Rudolf Steiner.

## Biografia
Albert Steffen nacque a Murgenthal, villaggio ai confini tra il cantone di Argovia e quello di Berna, da un rinomato medico di campagna. Terzogenito di sei figli, perse uno dei fratelli maggiori all'età di cinque anni. Superata la scuola secondaria a Langenthal, si recò verso i quattordici anni a Berna per sostenere l'esame di ammissione alla scuola superiore, nella quale fu ritenuto idoneo inizialmente solo alla classe più bassa, evento che incise sul suo carattere incline alla modestia spingendolo all'isolamento, da cui trovò consolazione nella composizione dei primi scritti in un personale diario.
Conseguita infine la maturità, Steffen intraprese gli studi di medicina a Losanna nel biennio 1904/1905 rispondendo al desiderio del padre che voleva affidargli la sua pratica medica, ma ben presto precipitò in una crisi esistenziale perché prese coscienza di voler invece diventare poeta, e che la sua arte terapeutica avrebbe dovuto operare attraverso la parola. In quel periodo si interessò in particolare a Nietzsche e Dostoevskij, mentre si sentiva insoddifatto delle scienze naturali al punto da scrivere: «[...] la natura non mi ha redento».
(Albert Steffen, cit. da "Mein Lebensentschluss", in Das Albert Steffen-Buch, 1944)
Fu così che nell'aprile 1905 iniziò gli studi umanistici a Zurigo, che proseguì a Berlino a partire dall'autunno 1906. Qui propose il suo primo romanzo, Ott, Alois e Werelsche, all'editore Samuel Fischer, che lo pubblicò facendo conoscere Steffen al pubblico come un nuovo poeta svizzero.

### L'incontro con Rudolf Steiner

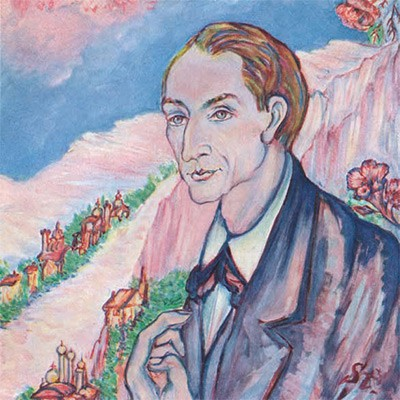
Albert Steffen ritratto dall'artista Stanislaus Stückgold nel 1916.

Nel 1907 Steffen ascoltò per la prima volta una conferenza dell'esoterista Rudolf Steiner a Berlino, ma lo incontrò personalmente solo quasi quattro anni dopo, a Monaco, dove sarebbe andato a vivere tra il 1908 e il 1920. Qui furono scritti altri quattro romanzi, tutti editi da S. Fischer Verlag a Berlino.
Durante la sua permanenza a Monaco, Albert Steffen si unì alla sezione tedesca della Società Teosofica, allora guidata da Steiner, e che costituiva un ramo di quella generale con sede ad Adyar. Alla scissione di Steiner del 1912/13 che portò alla costituzione del movimento antroposofico, Steffen aderì a quest'ultimo, partecipando nell'estate del 1914 alla costruzione del primo Goetheanum.

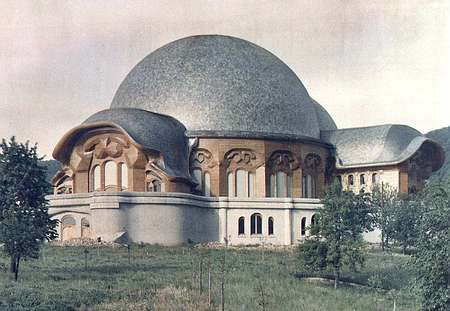
Il primo Goetheanum.

A Monaco Steffen conobbe anche il pittore Stanislaus Stückgold e sua moglie Elisabeth, la cui figlia Felicitas era affetta da una grave paralisi laterale. Nel 1920 Elisabeth Stückgold, accompagnata da Steffen, si recò a Dornach, sede della Società antroposofica, per chiedere consiglio a Steiner su eventuali possibilità di cura della figlia. Quando vide il Goetheanum completato, notò: «L'edificio ha un'impressione gentile ma potente: le sue forme sono prese dal mondo cosmico. Hanno un effetto espansivo, [...] ci permeano di amore divino». L'anno seguente, su richiesta dello stesso Steiner, Albert Steffen rimase a Dornach per assumere la direzione del settimanale di nuova fondazione Das Goetheanum, che manterrà per 42 anni fino alla morte.
A cavallo degli anni 1923/24 Steiner nominò Albert Steffen vicepresidente della Società Antroposofica. All'interno della Libera Università del Goetheanum lo scrittore svizzero assunse inoltre la direzione della Sektion für Schöne Wissenschaften («Sezione per le Belle Scienze»). Le sue opere intanto, di impronta sempre più antroposofica, a partire dal 1919 non furono più pubblicate dalla S. Fischer Verlag, sicché Steffen fondò una propria casa editrice, la Verlag für Schöne Wissenschaften, nel 1928.

### Presidente della Società Antroposofica
Nel 1925, dopo la morte di Rudolf Steiner, Steffen era diventato presidente della Società Antroposofica Generale.
Negli anni seguenti, segnati dalle difficoltà storiche della seconda guerra mondiale e le conseguenze della guerra fredda, la sua opera di rinnovo della Società lo porterà in contrasto con altri membri fondatori come Ita Wegman e Marie von Sivers che ne verranno infine estromessi.
Nel 1935, dopo la morte di Stanislaus Stückgold avvenuta due anni prima, Steffen sposò l'ormai vedova Elisabeth (1889-1961).
Nel giugno 1946, insieme al consigliere nazionale Emil Anderegg, pubblicò un appello al popolo svizzero chiedendo che la Svizzera diventasse un'«oasi dell'umanità» politicamente neutrale secondo lo spirito di Henri Dunant.
Steffen morì nel 1963 all'età di 79 anni per un'asfissia. Poco prima aveva istituito la «Fondazione per la Poesia Terapeutica» (l'attuale Fondazione Albert Steffen), alla quale affidò la supervisione della sua attività artistica e scientifica, ed alla quale appartiene anche il Verlag für Schöne Wissenschaften.
La sua urna venne sepolta solo nel 1983 insieme alle spoglie di Elisabeth e Felicitas nel cimitero del suo villaggio natale di Wynau. La tomba è dominata da una scultura di Raoul Ratnowsky.

## Opere
Nelle sue opere, anche precedenti all'incontro con l'antroposofia, si manifesta una consapevolezza spirituale che, attingendo ad un'ampia gamma di tradizioni esoteriche europee ed asiatiche, riflette una visione del mondo permeata dai poteri metafisici del bene e del male, mirante a un ricongiungimento di scienza e religione, e all'edificazione di una fratellanza umana capace di superare le ristrettezze del naturalismo e del materialismo borghese.
Oltre ai suoi lavori poetici e saggistici, notevole è stata anche l'attività pittorica di Steffen, che include acquerelli, stampe a colori, e numerosi disegni di scene e costumi per i suoi drammi.

### Romanzi
- Ott, Alois und Werelsche (1907);
- Bestimmung der Roheit (1912);
- Die Erneuerung des Bundes (1913);
- Der rechte Liebhaber des Schicksals (1916);
- Sibylla Mariana (1917);
- Lebensgeschichte eines jungen Menschen (1928);
- Wildeisen (1929);
- Sucher nach sich selbst, Einbandzeichnung von Albert Steffen (1931);
- Aus Georg Archibalds Lebenslauf (1950);
- Oase der Menschlichkeit (1954);
- Altmanns Memoiren (1956);
- 33 Jahre (1959);
- Mission der Poesie (1962).

### Drammi
- Der Auszug aus Ägypten - Die Manichäer, Zwei Dramen (1916);[11]
- Das Viergetier (1920);
- Hieram und Salomo (1925);
- Der Chef des Generalstabs (1927);
- Der Sturz des Antichrist, schizzo drammatico in tre atti (adattamento dell'opera di Viktor Ullmann, 1928);
- Das Todeserlebnis des Manes (1934);
- Adonis-Spiel / Eine Herbstesfeier (1935);
- Friedenstragödie (1936);
- Fahrt ins andere Land (1938);
- Pestalozzi (1939);
- Märtyrer (1942);
- Ruf am Abgrund (1943);
- Karoline von Günderode, Einbandzeichnung von Albert Steffen (1946)
- Barrabas (1949);
- Alexanders Wandlung (1953);
- Lin (1957).

### Volumi di poesie
- Wegzehrung (1921);
- Gedichte, Einbandzeichnung von Albert Steffen (1931);
- Der Tröster, Einbandzeichnung von Albert Steffen (1935);
- Passiflora / Ein Requiem für Felicitas, Einbandzeichnung von Albert Steffen (1939);
- Wach auf, Du Todesschläfer! (1941);
- Epoche (1944);
- Spätsaal (1947);
- Am Kreuzweg des Schicksals (1952);
- Krankheit nicht zum Tode (1955);
- Steig auf den Parnass und schaue (1960);
- Im Sterben auferstehen (1964).

### Saggi
- Die Krisis im Leben des Künstlers (1922);
- Der Künstler zwischen Westen und Osten (1925);
- Der Künstler und die Erfüllung der Mysterien (1928);
- Begegnungen mit Rudolf Steiner, Mit einem Bildnis Rudolf Steiners (1926, ampliato nel 1955);
- Mani / Sein Leben und seine Lehre, Einbandzeichnung von Albert Steffen (1930/1965);
- Goethes Geistgestalt (1932/1970);
- Dramaturgische Beiträge zu den schönen Wissenschaften;
- Lebensbildnis Pestalozzis (1939/1965);
- Conrad Ferdinand Meyers Lebendige Gestalt (1937/1965);
- Frührot der Mysteriendichtung (1940);
- Geistige Heimat (1941);
- Krisis, Katharsis, Therapie im Geistesleben der Gegenwart (1944);
- Vorhut des Geistes (1945);
- Wiedergeburt der schönen Wissenschaften (1946);
- Mysterienflug (1948);
- Geist-Erkenntnis / Gottes-Liebe (1949);
- Zu den Farbfenstern des Goetheanum (1953);
- Brennende Probleme (1956);
- Dichtung als Weg zur Einweihung. Zum 100. Geburtstag Rudolf Steiners (1960).

## Pubblicazioni in italiano
- Mani. La sua vita e la sua dottrina, I.T.E., 1936.
- La tragedia della pace, I.T.E., 1937.
- Manes e la morte. Dramma in cinque atti, I.T.E., 1937.
- Problemi della drammaturgia, Milano, Fratelli Bocca, 1940.
- I Caposaldi dell'economia, Milano, Bocca, 1942.
- Problemi accesi: diritto internazionale e diritti dell'uomo, oasi della consacrazione, scienziati atomici, Casa editrice per le belle lettere, 1959.
- Pellegrinaggio all'albero della vita, a cura di Silvia Schwarz Colorni, Ed. di Antroposofia, 1966.
- Riflessioni, a cura di Fortunato Pavisi, Società Antroposofica di Trieste, raccolta di articoli pubblicati sulla rivista «Das Goetheanum» dal 1935 al 1963.
- In memoria di Rudolf Steiner, Edizioni Arcobaleno, 1997 ISBN 9788877878175.